# Daniel Lindenschmid
Daniel Lindenschmid (* 5. Mai 1992 in Nürtingen) ist ein deutscher Politiker der Alternative für Deutschland (AfD). Seit 2021 ist er Abgeordneter im Landtag von Baden-Württemberg.

## Leben
Lindenschmid wuchs in Nürtingen und im benachbarten Frickenhausen auf. Er absolvierte die Realschule in Nürtingen und die IT-Schule in Stuttgart, die er mit der Fachhochschulreife und als Fachinformatiker für Systemintegration verließ.

## Politik
Lindenschmid trat 2013 im Gründungsjahr der AfD bei und kandidierte für die Partei bei der Landtagswahl in Baden-Württemberg 2016 im Landtagswahlkreis Nürtingen. Nach der Wahl wurde er persönlicher Referent im Landtagsbüro des AfD-Abgeordneten Lars Patrick Berg. Er kandidierte zudem 2017 im Bundestagswahlkreis Backnang – Schwäbisch Gmünd.
Bis 2018 war Lindenschmid stellvertretender Landesvorsitzender sowie Beisitzer im Vorstand der Jungen Alternative Baden-Württemberg. 2019 wurde er in den Kreistag des Rems-Murr-Kreises und in die Regionalversammlung des Verbandes Region Stuttgart gewählt.
Lindenschmid wurde 2021 für den Landtagswahlkreis Backnang in den Landtag von Baden-Württemberg gewählt. Er ist dort Mitglied des Innenausschusses sowie Vorsitzender des Wahlprüfungsausschusses. Zwischen 2023 und 2025 beschäftigte er seinen AfD-Kreistagskollegen, den Lokführer Lars Haise, als Landtagsmitarbeiter. Lindenschmid war im Februar 2022 Mitglied der 17. Bundesversammlung zur Wahl des Bundespräsidenten.
Am 10. Januar 2023 wurde Lindenschmid zum Parlamentarischen Geschäftsführer der AfD-Landtagsfraktion gewählt. Er setzte sich gegen seinen Vorgänger in diesem Amt, Emil Sänze, durch.

## Geschichtsrevisionismus
Der Fachinformatiker Lindenschmid äußert sich auffallend oft zu zeithistorischen Themen. Für das AfD-Bundestagswahlprogramm 2025 stellte er den Antrag „Ansehen des Kaiserreichs bewahren“. Den deutschen Kaiser Wilhelm II und die Hohenzollern dürften, so Lindenschmid, nicht wie in der neueren zeithistorischen Forschung nachgewiesen eine Nähe zum Nationalsozialismus unterstellt werden. Adolf Hitler, so Lindeschmid, beim Besuch einer Schulklasse aus seinem Wahlkreis im Landtag, sei hingegen kein Rechter, sondern ein „Sozialist“ gewesen. Nach Einschätzung des Zeitungsverlags Waiblingen folgt Lindenschmid mit dieser Erzählung einem gängigen Muster, um den zeitgenössischen Rechtsradikalismus, wie er auch in der AfD vertreten wird, vom historischen Nationalsozialismus reinzuwaschen. Es handle sich dabei um ein rein taktisches Manöver, um die Verbrechen des Nationalsozialismus faktenwidirig der politischen Linken zuzuordnen.